# Fernão Mendes Pinto
Fernão Mendes Pinto (portugalsky Fernam Mendez Pinto) (1509 nebo 1514, Montemor-o-Velho, Portugalsko – 8. července 1583, Almada, Pragal, Portugalsko) byl portugalský dobrodruh, cestovatel a spisovatel.

## Biografie
Popis jeho cest je známý díky posmrtnému vydání jeho monografie Peregrinação de F. M. Pinto portugalsky Peregrinação v roce 1614. Jeho putování započalo v roce 1535, kdy se vydal na Blízký východ, navštívil Etiopii, Arabské moře, Indii. Dále pokračoval v cestě, která trvala 21 let na Dálný východ přes Barmu, Siam, Indočínu a Malajský archipel do Číny. Účastnil se jezuitských misí v Japonsku a jako první Evropan navštívil ostrovy Rjúkjú.
V roce 1558 se vrátil do Portugalska, kde sepsal popis svých cest, kde vedle smyšlených legend jsou i cenné zeměpisné údaje o zemích Dálného východu. Na svých cestách se živil jako pirát nebo kupec. Ve svém díle píše, že byl na cestě třináctkrát v zajetí. Byl nucen pracovat na stavbě a opravách Velké čínské zdi a mnoho dalších tvrzení, kterým už jeho současníci nevěřili a proto vznikla slovní hříčka Fernão, Mentes? Minto!, která volně přeložená znamenala Fernão, si lže? Ano, lže! Toto autobiografické dílo je v současnosti co se týká pravdivosti téměř nemožné posoudit.

## Dílo
- PINTO, Fernão Mendes. Peregrinação de F. M. Pinto. [s.l.]: [s.n.], 1614.